# Цві Салітерник
Цві Салітерник(16 травня 1897, Проскурів — 17 жовтня 1993, Єрусалим) — ізраїльський вчений-ентомолог, лауреат Державної премії Ізраїлю (1962).

## Біографія
Почав вивчати медицину в Києві, але залишивши навчання емігрував у 1919 в Ерец-Ісраель. Вивчав біологію в Єврейському університеті в Єрусалимі (захистив докторську дисертацію в 1946).
З 1921 інспектор антималярійних заходів, що проводилися медичною організацією Гадасса. У 1949 організував і очолив (до 1962) відділ боротьби з малярією при Міністерстві охорони здоров'я Ізраїлю.